# Transformstörung

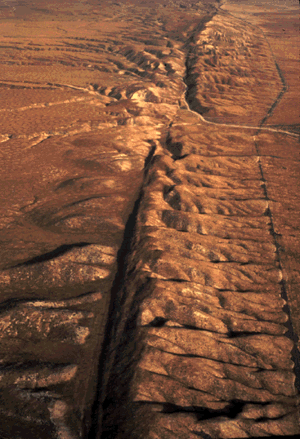
Ein Abschnitt der San-Andreas-Verwerfung in Kalifornien; eine von wenigen großen Transformstörungen, die in der kontinentalen Erdkruste verlaufen

Eine Transformstörung (englisch transform fault) ist ein Kontaktbereich zweier tektonischer Platten (Plattengrenze), in dem sich diese beiden Platten seitlich aneinander vorbei schieben. Es handelt sich somit um den Spezialfall einer Blattverschiebung, bei der die beiden Flügel der Verwerfung zwei verschiedenen tektonischen Platten entsprechen. Die Transformstörung ist neben divergierender Plattengrenze und konvergierender Plattengrenze eine der drei Arten von Plattengrenzen.

## Entstehung
Entlang einer Transformstörung gleiten zwei Lithosphärenplatten horizontal aneinander vorbei. Dieser Vorgang wird in der Geologie als konservativ oder materialneutral bezeichnet, da kein Erdkrustenmaterial gebildet oder vernichtet wird. Die Bewegung verläuft allerdings nicht reibungsfrei. Die Platten verhaken sich ineinander, bis zu dem Zeitpunkt, an dem die aufgestaute Spannung zu groß wird und sich schlagartig in einem flachgründigen Erdbeben entlädt. Aus diesem Grund sind Gebiete in der Nähe von Transformstörungen (so wie alle Regionen in der Nähe von aktiven Plattengrenzen) stark erdbebengefährdet.

## Verbreitung

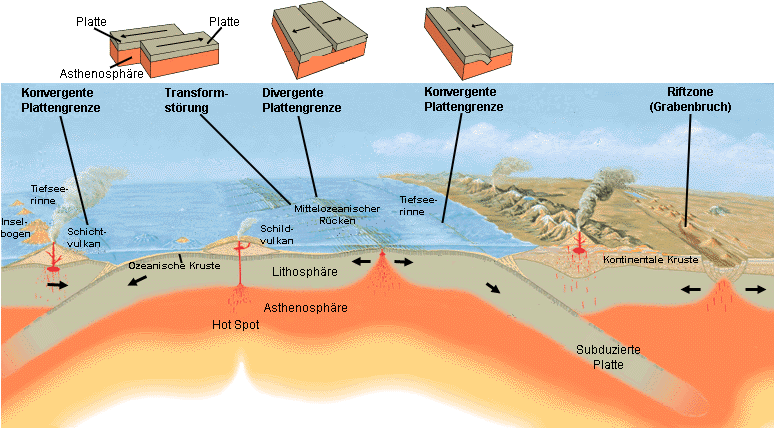
Transformstörung im Vergleich mit anderen Plattengrenzen und den typischen plattentektonischen Situationen, in denen sie anzutreffen sind

Transformstörungen lassen sich an Plattengrenzen auf dem Festland, aber auch auf den Ozeanböden beobachten. Bekannte kontinentale Transformstörungen sind die kalifornische San-Andreas-Verwerfung und die Nordanatolische Verwerfung.

### Ozeanische Plattengrenzen
Die häufigsten Transformstörungen sind ozeanischer Art, also auf dem Meeresboden zu finden, und unterteilen mittelozeanische Rücken in Segmente. Sie durchschneiden den Rücken meist senkrecht gegenüber der Streichrichtung. Die Störungen bilden weder eine ununterbrochene gerade Linie, noch spreizen sie sich in gleichbleibender Geschwindigkeit. Vielmehr treten unregelmäßige Versetzungen auf. Ganze Abschnitte des Rückens verschieben sich senkrecht zur Spreizungszone nach links oder rechts und gehören daher nur aufgrund der Transformstörungen zueinander.
In den sich bildenden Spalten kommt das Meerwasser mit heißeren Gesteinsschichten in Kontakt, so dass an den Störungen oft Hydrothermalfelder mit Schwarzen Rauchern entstehen.

### Kontinentale Plattengrenzen
Bekanntere Beispiele sind auf den Kontinenten zu finden, wo Menschen durch die entstehenden Erdbeben gefährdet sind. Dort ist die Struktur solcher Störungen oft komplexer, da die Schichtung der Gesteine auf beiden Seiten der Störung unterschiedlich ist und diese Gesteinsschichten mechanisch unterschiedlich auf die äußere Spannung reagieren. Diese komplexen Regionen tragen daher oft den Namen Transform-Zonen. Auf äußere Spannungsveränderung reagieren die Störungen mit Erdbeben, bei denen sich weitere Klüfte und Spalten öffnen können.

## Typen

Transformstörungen vom Typ R-R (rote Linien)

Transformstörungen gehen an ihren Enden in andere Plattengrenzen wie Mittelozeanische Rücken (in der Typologie kurz R für engl. ridge) oder Subduktionszonen über (Tiefseerinnen, kurz T für engl. trench). Je nachdem, welche Arten von Plattengrenzen sich am Ende von Transformstörungen befinden, unterscheidet man drei grundlegende Transformbruchtypen:
1. Rücken / Rücken (R-R-Transformstörung) – Dies ist die am häufigsten vorkommende Art, sie verbindet Segmente des Mittelozeanischen Rückens
2. Rücken / Rinnen (R-T-Transformstörung)
3. Rinnen / Rinnen (T-T-Transformstörung)

Diese Typisierung kann auf sechs spezifischere Arten ausgedehnt werden, je nachdem, in welche Richtung die Plattengrenzen in den Rinnen (Subduktionszonen) abtauchen. bzw. ob sie Ober- oder Unterplatte bilden. Abhängig von der konkreten Kombination können sich die Transformstörungen mit der Zeit verlängern, verkürzen, oder gleich lang bleiben.
Daneben gibt es auch noch Transformstörungen, die an einem Tripelpunkt enden, also an einem Punkt, an dem drei Lithosphärenplatten aufeinander treffen. Die Tripelpunkte werden je nach Charakter der entsprechenden Plattengrenzen mit drei Buchstaben gekennzeichnet, neben R und T steht dabei F für eine Transformstörung (für engl. (transform-) fault).

## Belege
1. ↑  Claus-Dieter Reuther: Grundlagen der Tektonik. Kräften und Spannungen der Erde auf der Spur. Springer Spektrum, Berlin / Heidelberg 2012, ISBN 978-3-8274-2065-7, S. 59 f.